# Cefaleia hípnica
Cefaleias hípnicas são cefaleias primárias benignas que afetam sobretudo os idosos. São caracterizadas por dores de cabeça moderadas, pulsáteis, bilaterais ou unilaterais, que despertam a pessoa uma ou mais vezes por noite. Têm geralmente início algumas horas antes do sono e podem durar de 15 a 180 minutos. Geralmente não estão associadas a náuseas, sensibilidade à luz, ao som ou a outros sintomas autonómicos associados às dores de cabeça e estão associadas ao sono REM. Para o diagnóstico é necessário que as dores de cabeça ocorram pelo menos 15 vezes por mês e durante pelo menos um mês e devem ser excluídas todas as outras potenciais causas.